# هنر آبنبات‌سازی

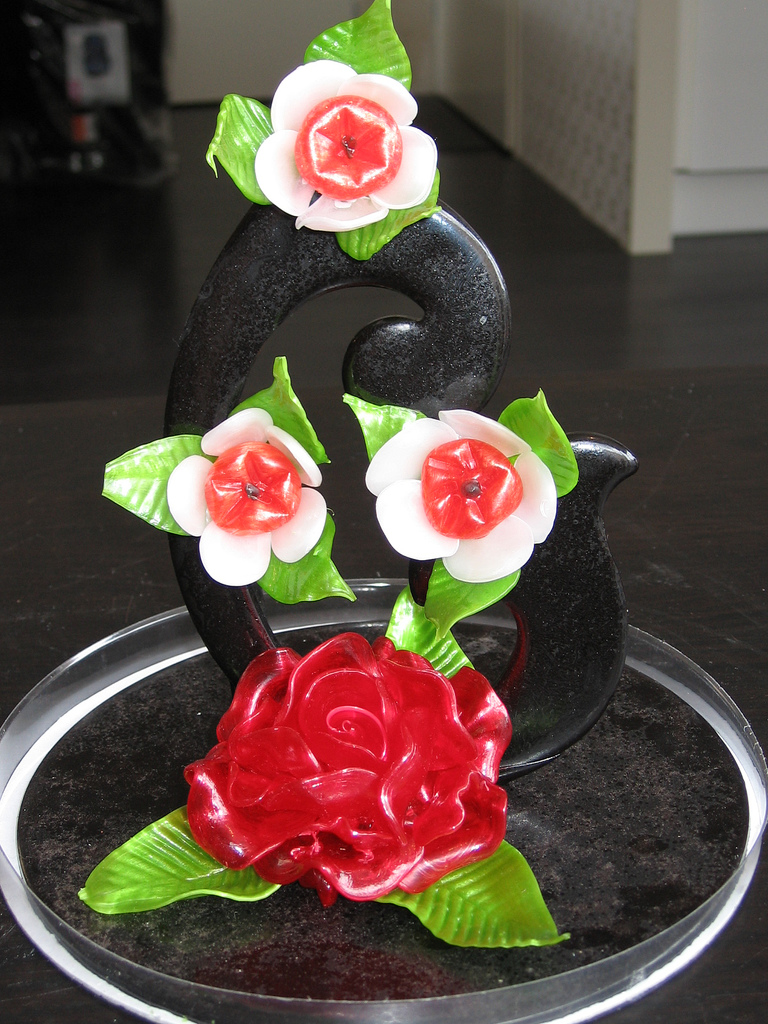
گل رزی که با استفاده از مواد شکری ساخته شده‌است.

هنر آبنبات‌سازی یکی از هنرهای وابسته به فرآورده‌های قندی است. شکر یا میزوآمه را جوشانده و غلیظ کرده در حالیکه هنوز گرم است ورز داده می‌شود تا حباب هوا به آن داخل گردد. این آبنبات  بی‌رنگ است و توسط مواد رنگی به رنگ‌های گوناگون در می‌آید سپس  در حالیکه هنوز نرمی خود را از دست نداده به شکل گل یا حیوانات در می‌آید.